# Положение по бухгалтерскому учёту
Положения по бухгалтерскому учёту (ПБУ) — стандарты бухгалтерского учёта России, регламентирующие порядок бухгалтерского учёта тех или иных активов, обязательств или событий хозяйственной деятельности. Принимаются Министерством финансов РФ и Центральным банком РФ. Соблюдение требований и методологических рекомендаций, изложенных в ПБУ, является обязательным при составлении бухгалтерской отчётности и ведении регистров бухгалтерского учёта в Российской Федерации. 

## Перечень действующих ПБУ, принятых Министерством финансов РФ
| Номер положения | Положение по бухгалтерскому учету                                                          | Нормативный акт, утвердивший положение     |
| --------------- | ------------------------------------------------------------------------------------------ | ------------------------------------------ |
| ПБУ 1/2008      | Учетная политика организации                                                               | Приказ Минфина России от 06.10.2008 N 106н |
| ПБУ 2/2008      | Учет договоров строительного подряда                                                       | Приказ Минфина России от 24.10.2008 N 116н |
| ПБУ 3/2006      | Учет активов и обязательств, стоимость которых выражена в иностранной валюте               | Приказ Минфина России от 27.11.2006 N 154н |
| ПБУ 4/99        | Бухгалтерская отчетность организации                                                       | Приказ Минфина России от 06.07.1999 N 43н  |
| ПБУ 5/01        | Учет материально-производственных запасов                                                  | Приказ Минфина России от 09.06.2001 N 44н  |
| ПБУ 7/98        | События после отчетной даты                                                                | Приказ Минфина России от 25.11.1998 N 56н  |
| ПБУ 8/2010      | Оценочные обязательства, условные обязательства и условные активы                          | Приказ Минфина России от 13.12.2010 N 167н |
| ПБУ 9/99        | Доходы организации                                                                         | Приказ Минфина России от 06.05.1999 N 32н  |
| ПБУ 10/99       | Расходы организации                                                                        | Приказ Минфина России от 06.05.1999 N 33н  |
| ПБУ 11/2008     | Информация о связанных сторонах                                                            | Приказ Минфина России от 29.04.2008 N 48н  |
| ПБУ 12/2010     | Информация по сегментам                                                                    | Приказ Минфина России от 08.11.2010 N 143н |
| ПБУ 13/2000     | Учет государственной помощи                                                                | Приказ Минфина России от 16.10.2000 N 92н  |
| ПБУ 14/2007     | Учет нематериальных активов                                                                | Приказ Минфина России от 27.12.2007 N 153н |
| ПБУ 15/2008     | Учет расходов по займам и кредитам                                                         | Приказ Минфина России от 06.10.2008 N 107н |
| ПБУ 16/02       | Информация по прекращаемой деятельности                                                    | Приказ Минфина России от 02.07.2002 N 66н  |
| ПБУ 17/02       | Учет расходов на научно-исследовательские, опытно-конструкторские и технологические работы | Приказ Минфина России от 19.11.2002 N 115н |
| ПБУ 18/02       | Учет расчетов по налогу на прибыль организаций                                             | Приказ Минфина России от 19.11.2002 N 114н |
| ПБУ 19/02       | Учет финансовых вложений                                                                   | Приказ Минфина России от 10.12.2002 N 126н |
| ПБУ 20/03       | Информация об участии в совместной деятельности                                            | Приказ Минфина России от 24.11.2003 N 105н |
| ПБУ 21/2008     | Изменения оценочных значений                                                               | Приказ Минфина России от 06.10.2008 N 106н |
| ПБУ 22/2010     | Исправление ошибок в бухгалтерском учете и отчетности                                      | Приказ Минфина России от 28.06.2010 N 63н  |
| ПБУ 23/2011     | Отчет о движении денежных средств                                                          | Приказ Минфина России от 02.02.2011 N 11н  |
| ПБУ 24/2011     | Учет затрат на освоение природных ресурсов                                                 | Приказ Минфина России от 06.10.2011 N 125н |
| ФСБУ 6/2020     | Основные средства                                                                          | Приказ Минфина России от 17.09.2020 N 204н |

Не входят в состав так называемых ПБУ следующие регулирующие документы, имеющие статус положений:
- Положение по ведению бухгалтерского учета и бухгалтерской отчетности в Российской Федерации (Приказ Минфина РФ от 29.07.1998 № 34н)
- «Положение по бухгалтерскому учёту долгосрочных инвестиций» (утв. письмом Минфина РФ от 30.12.1993 № 160)
- План счетов бухгалтерского учета (Приказ Минфина России от 31.10.2000 N 94н)

### Принятых Центральным банком РФ
- Положение Банка России от 01.01.2006 № 66-П «О правилах ведения бухгалтерского учета в Центральном банке Российской Федерации (Банке России)» (утв. Национальным баковским советом 27.12.2005 № 7)[1]

- Положение Банка России от 24.11.2022 № 809-П «О плане счетов бухгалтерского учета для кредитных организаций и порядке его применения»[2]
- Положение Банка России от 24.12.2004 № 266-П «Об эмиссии банковских карт и об операциях, совершаемых с использованием платёжных карт»[3]
- Положение Банка России от 19.06.2012 № 383-П «О правилах осуществления перевода денежных средств»[4]
- Положение Банка России от 31.08.1998 № 54-П «О порядке предоставления (размещения) кредитными организациями денежных средств и их возврата (погашения)»[5]
- Положение Банка России от 26.03.2004 № 254-П «О порядке формирования кредитными организациями резервов на возможные потери по ссудам, по ссудной и приравненной к ней задолженности»[6]

Банковские правила, согласно ст. 4 и 7 федерального закона «О Центральном банке Российской Федерации (Банке России)», Центробанк устанавливает только в виде инструкций, положений и указаний.